# Brad Fuller (Filmeditor)
Bradley „Brad“ Fuller ist ein US-amerikanischer Filmeditor.

## Leben
Brad Fuller begann seine Karriere 1978 als Associate Editor beim Dokumentarfilm Pforten des Himmels des Regisseurs Errol Morris. Später folgten weitere Arbeiten für Morris, unter anderem für die Dokumentarfilme Vernon, Florida (1981), Eine kurze Geschichte der Zeit (1991) oder Standard Operating Procedure (2008; Co-Editor). 1997 schnitt er Gary Oldmans Regiedebüt Nil by Mouth. Später arbeitete er mit Filmemachern wie Nathaniel Kahn (Two Hands – The Leon Fleisher Story, 2006), Lucy Walker (Countdown to Zero, 2010) und Davis Guggenheim (Malala – Ihr Recht auf Bildung, 2015).
Fuller ist Mitglied der American Cinema Editors und war Mitglied der Editors Guild.

## Filmografie (Auswahl)
- 1981: Vernon, Florida (Dokumentarfilm)
- 1990: Ein Köder für den Killer (In the Spirit)
- 1991: Eine kurze Geschichte der Zeit (A Brief History of Time; Dokumentarfilm)
- 1994: A Baby’s World (Dokumentarserie)
- 1997: Nil by Mouth
- 2001: The Papp Project (Dokumentarfilm)
- 2002: Interview with the Assassin
- 2003: Devil Talk (Kurzfilm)
- 2004: Supermarket (Kurzfilm)
- 2004: The Buried Secret of M. Night Shyamalan (Dokumentarfilm)
- 2006: Two Hands – The Leon Fleisher Story (Dokumentarfilm)
- 2008: Every Little Step (Dokumentarfilm)
- 2008: Standard Operating Procedure (Dokumentarfilm; Co-Editor)
- 2010: Countdown to Zero (Dokumentarfilm)
- 2011: Rebirth (Dokumentarfilm)
- 2011: Earth 2050: The Future of Energy (Dokumentarfilm)
- 2012: Valentino’s Ghost (Dokumentarfilm)
- 2014: Die Oscars (And the Oscar Goes To…; Dokumentarfilm)
- 2015: Malala – Ihr Recht auf Bildung (He Named Me Malala; Dokumentarfilm)
- 2016: Telescope (Dokumentarfilm)
- 2016: Barack Obama DNC 2016 Film (Kurzfilm)
- 2016: Into the Unknown (Kurzfilm)
- 2018: The Price of Everything (Dokumentarfilm)